# 1868년 탄핵 소추 위원 조사
1868년 5월 16일, 미국 하원은 앤드루 존슨 탄핵 재판의 탄핵 책임자(검사)들에게 탄핵 재판에서 미국 상원 의원들의 투표에 영향을 미치기 위한 가능한 "부적절하거나 부패한 수단"에 대한 조사를 실시하도록 승인했다. 이 조사는 재판 휴회 전에 시작되어 1868년 5월 26일 재판이 휴회된 후에도 계속되었다. 조사의 주요 인물은 벤저민 프랭클린 버틀러였다. 조사의 최종 보고서는 1868년 7월 3일에 발행되었다.

## 배경
1868년 2월 21일, 앤드루 존슨 (당시 미국 대통령)은 1867년 임기보장법을 무시하고 에드윈 M. 스탠턴 (당시 미국 육군장관)을 로렌조 토마스로 교체하려고 시도했다. 이로 인해 2월 24일, 미국 하원은 존슨을 탄핵했다. 탄핵 후, 미국 상원에서 탄핵 재판이 시작되었고, 상원은 존슨을 유죄 판결하여 직위에서 해임할지 여부를 결정하게 되었다.
조사에서 뇌물 수수가 증명되지는 않았지만, 기소 측과 변호 측 모두 상원의원들에게 투표를 설득하기 위해 제안을 한 증거가 있다. 여기에는 후원직 약속, 현금 뇌물, 그리고 무죄 판결을 얻기 위한 정치적 거래가 있었다는 증거가 포함된다. 기소 측이 무죄 판결에 투표한 상원의원들에게 유죄 판결로 바꾸도록 뇌물을 주려고 시도했을 가능성이 있다는 증거가 있다. 예를 들어, 메인주의 페센든 상원의원은 영국 대사직을 제안받았고, 탄핵 책임자인 버틀러는 "캔자스주의 로스 상원의원에게 돈이 필요하면 여기에 한 가마니가 있다고 말해라"라고 말한 것으로 밝혀졌다.
존슨의 무죄 판결을 확보하기 위한 뇌물 수수 계획의 존재를 시사하는 역사적 증거가 있으며, 여기에는 (다른 사람들 외에도) 다음이 포함된다.
- 알론조 W. 아담스 장군
- 알렉산더 랜들 (위스콘신 정치인) (미국 우정장관 및 전 위스콘신 주지사)
- 셰리단 툭 (뉴욕 수석 세금 징수원, 뉴욕 감독 위원회 위원, 설로 위드의 동료)
- 헨리 A. 스마이스, (뉴욕 항구 세관장)
- 설로 위드 (뉴욕주 의원이자 강력한 정치 보스이자 신문 발행인)
- 새뮤얼 워드 (로비스트)
- 에라스터스 웹스터 (뉴욕의 세무 공무원이자 전 미국 국무장관, 윌리엄 H. 수어드의 개인 비서)
- 찰스 울리 (존슨의 동맹인 변호사)

이 가능한 계획의 일부 측면은 조사에 의해 부분적으로 밝혀졌지만, 조사에 의해 결코 입증되지는 않았다. 울리를 제외한 모든 개인은 이 계획에 연루된 것으로 보이는 미국 국무장관 윌리엄 H. 수어드와 관련이 있었다. 또한 알렉산더 랜들과 에드먼드 쿠퍼 (미국 재무부의 지도자)가 존슨을 위한 "무죄 기금"을 관리하는 책임자였을 가능성이 있다는 증거도 있다.

## 조사 승인
1868년 5월 16일, 상원은 탄핵 11조에 대해 존슨을 유죄로 선고하지 않기로 투표했다. 이 조항은 유죄 판결을 받을 가능성이 가장 높다고 여겨졌던 조항이었다. 탄핵에 필요한 3분의 2에서 한 표가 부족하여 유죄 판결 투표는 32대 21이었다. 이후 상원은 재판을 휴회하고 1868년 3월 26일에 나머지 10개 탄핵 조항에 대한 투표를 재개하기 위해 다시 소집하기로 결정했다.
또한 1868년 5월 16일, 하원은 탄핵 책임자인 존 빙엄 (오하이오주 공화당)이 제출한 결의안을 88대 14로 승인했다. 이 결의안은 탄핵 책임자들이 "상원의 결정을 좌우하기 위해 사용된 부적절하거나 부패한 수단"을 조사하고 증언을 받기 위한 소위원회를 구성할 수 있도록 했으며, 조사 비용은 하원의 경비 기금에서 지불한다는 단서가 붙어 있었다. 이 결의안은 탄핵 책임자들에게 부적절하거나 부패한 수단이 상원 투표에 영향을 미쳤을 것이라고 의심할 상당한 근거를 제공하는 정보가 입수되었다는 주장을 통해 정당화되었다. 결의안이 통과된 후, 소위원회가 구성되었고 휴회 기간 동안 증언을 청취하기 시작했다. 이후 전개된 조사는 비교적 극단적이고 제한이 없었다.

## 탄핵 재판 휴회 전
조사의 주도적인 인물은 벤저민 프랭클린 버틀러 (매사추세츠주 공화당)였다. 탄핵 책임자들은 투표 사이의 휴회 기간 동안 상원의원들을 무죄로 설득했을 수 있는 부패한 수단을 찾기 시작했다. 조사는 강경한 검찰식 접근 방식을 취하여 전보를 소환하고, 단순히 거액을 인출한 개인 시민의 은행 계좌를 조사했다. 버틀러는 존슨의 동맹들이 표를 샀다고 확신했고, 이를 증명하고 싶어했다.
이 노력은 민주당과 일부 언론에 의해 "냄새 나는 위원회"라고 비하되었다. 많은 공화당원들도 이 조사를 의심했다. 존슨이 필요하다면 무죄 표를 얻을 수 있었을 것이라고 강력히 시사하는 상당한 증거가 있지만, 탄핵 책임자들의 조사는 실제로 유죄 표를 던진 사람들만을 대상으로 했다.
발견된 전보 중에는 몇몇 유죄를 암시하는 것들이 있었다. 5월 16일 무죄 투표 몇 시간 전, 찰스 울리는 조지 H. 펜들턴 (오하이오주 민주당) 하원의원에게 "앤디는 괜찮아"라고 전보를 보냈다. 많은 증인들은 표 매매에 대한 이야기를 들었다고 증언했지만, 이들 증인 중 상당수는 누구에게서 들었는지 또는 들었던 내용에 대한 더 자세한 정보를 기억하지 못했다. 조사가 승인된 지 몇 시간 만에 탄핵 책임자들은 (무죄 표를 던졌던) 에드먼드 G. 로스 상원의원, 페리 풀러 (인디언 상인이자 정치 해결사), 그리고 존 B. 헨더슨에게 유죄 판결을 투표하도록 설득하는 데 실패했던 미주리주의 여러 개인들을 포함하여 8명의 증인을 소환했다. 그날 저녁, 위원회는 증언을 듣기 시작했으며, 첫 번째 증인은 로스 상원의원의 형제인 윌리엄이었다. 그는 형제의 투표에 실망을 표했지만, 상원 투표에서 부패에 대한 어떤 지식도 부인했다.
탄핵 책임자들은 전국 각지에서 추구해야 할 단서에 대한 수많은 제보를 받았다. 그러나 이와 관련하여 버틀러에게 가장 많은 조언을 준 개인은 내셔널 폴리스 가제트 발행인 조지 윌크스였다. 윌크스의 신문은 스캔들 조작으로 유명했다. 윌크스는 저명한 로비스트인 새뮤얼 워드와 가까운 비밀 정보원을 가지고 있었다. 이 정보원은 워드가 민주당 하원의원 존 모리시로부터 12,000달러를 받아 로스 상원의원에게 무죄 표를 위해 지불했다고 보고했다. 윌크스는 돈의 송금이 "찰리 모건"이라는 인물에 의해 처리되었을 것이라고 추측했다. 찰리 모건은 크로스드레서로, 모리시의 아내와 새뮤얼 워드 모두와 별도의 혼외 관계에 연루되었다고 알려져 있었다. 조사 도중 "찰리 모건"이라는 이름의 젊은 여성이 뉴욕에서 체포되었고, 크로스드레싱으로 인한 "외설" 경범죄 혐의에 대해 유죄를 인정했다. 그녀는 법정에서 4년 동안 여성 옷을 입지 않았다고 말했다. 그러나 버틀러는 워드에게 이것이 자신의 소행이 아님을 확신시키며, 조사의 증인으로 그녀를 불러 워드를 당황하게 만들라는 압력에 반대했음을 지적했다. 버틀러는 워드가 로스에게 뇌물을 주었다는 증거를 결코 찾지 못할 것이다.
조사는 설로 위드와 찰스 울리를 포함한 여러 존슨 동맹 인물에 초점을 맞췄다.
설로 위드는 위원회에 존슨의 무죄를 확보하기 위해 결심한 그룹이 있었다고 말했다. 그는 헨리 A. 스마이스가 이 그룹의 일원이었다고 말했다. 스마이스는 과거에 부패 혐의로 기소되어 거의 해임될 뻔한 인물이었다. 그는 또한 셰리단 툭, 전 하원의원 새뮤얼 S. 콕스, 그리고 새뮤얼 워드도 포함되어 있었다고 말했다.
조사 중에, 미국 국무장관 윌리엄 수어드와 우정장관 알렉산더 랜들이 뇌물 수수를 조직하기 위해 코넬리우스 웬델(워싱턴 인쇄업자)과 접촉했다는 증거가 발견되었다. 웬델은 위원회에 자신이 이 계획에 참여하는 데 관심이 없었다고 말했고, 수어드의 보좌관 에라스터스 웹스터에게 비난의 화살을 돌렸다. 웹스터는 무죄 표를 사기 위해 165,000달러의 기금을 모금한 것으로 보였다. 이 돈은 주로 랜들과 휴 매컬록 (미국 재무장관), 그리고 헨리 A. 스마이스가 페리 풀러와 제임스 레게이트(캔자스 우체국 특별 요원)와 같은 중간상인을 통해 모금했다고 한다. 그러나 풀러와 레게이트는 모금된 돈의 대부분을 자신들이 챙겼다고 한다. 웬델은 또한 찰스 울리의 연루에 대해서도 증언했다.
제임스 레게이트는 페리 풀러가 자신에게 탄핵이 실패하면 (재판의 재판장을 맡았던) 미국의 연방 대법원장인 새먼 P. 체이스가 대선에 제3당 후보로 출마할 것이라고 말했다고 증언했다. 그는 또한 잠재적인 체이스 대선 출마를 위한 자금 모금이 존슨의 무죄를 지지하기 위한 기금을 조성하는 명목으로 사용되고 있었다고 말했다.
다른 인터뷰 대상자 중에는 토머스 유잉 주니어도 있었다.
유죄 판결을 내린 새뮤얼 C. 포메로이 상원의원을 가능한 부패에 연루시킨 많은 증거가 있었다. 그러나 버틀러는 이 증거를 무시하려고 했다. 조사는 유죄 판결을 위한 표 매매에 대한 논의가 있었다는 증거를 밝혀냈다. 조사 중에 유죄 판결을 내린 캔자스주 포메로이 상원의원이 존슨의 우정장관에게 자신과 그의 코커스에 있는 3-4명의 다른 사람들의 무죄 표를 위해 4만 달러의 뇌물을 요구하는 편지를 썼다는 것이 밝혀졌다.
울리는 재판 첫날부터 버틀러의 핵심 초점 인물이 되었다. 탄핵 책임자들은 울리로부터 증언을 들으려 했으나, 울리는 계속해서 출석 불능에 대한 변명을 바꾸었다. 그들이 울리에게 질문했던 사항 중에는 뉴욕 내국세 수입 부국장인 셰리단 툭으로부터 받은 1만 달러가 있었다. 울리는 이 돈을 1,000달러 지폐로 인출했는데, 이는 의심을 샀다. 툭 자신은 위원회 증언에서 질문에 거의 답변하지 않았고, 그의 답변 중 상당수는 무의미하게 보였다. 이 문제에 대한 다른 증인들은 무지함을 가장하거나 다른 방식으로 질문에 대해 회피적인 답변을 했다. 3월 25일 저녁, 미국 하원 의사국의 니히마이아 G. 오드웨이가 울리를 구금하고 3월 26일에 하원 앞에 세웠다. 그러나 울리의 출석은 그날 상원의 탄핵 재판 투표에 의원들이 참석할 수 있도록 휴회로 인해 중단되었다.
위원회는 5월 26일, 상원이 탄핵 조항에 대한 투표를 위해 다시 모이기 몇 시간 전에 예비 조사 결과를 보고했다. 일부 상원의원들은 탄핵 책임자들에게 투표 전에 더 많은 조사를 할 시간을 주기 위해 재판을 6월 말까지 연기할 것을 시도했다. 그러나 소수의 다른 의원들만이 혐의가 입증될 수 있다고 믿었기 때문에 이는 거부되었다. 상원은 탄핵 2조와 3조에 대해 동일하게 32대 21로 투표한 후 기한부 휴회하기로 결정했다.

## 탄핵 재판 휴회 후
- 삽화에 묘사된 인물들 (왼쪽에서 오른쪽으로): 존 A. 로건, 조지 S. 바우트웰, 토머스 윌리엄스, 제임스 F. 윌슨, 설로 위드, 벤저민 프랭클린 버틀러, 새디어스 스티븐스, 존 빙엄, 그리고 앤드루 존슨. 
•탄핵 자체는 관용적인 "죽은 말 채찍질"로 묘사된다.

•바우트웰이 말의 꼬리를 잡아당기며 말한다: "우리가 진흙탕에 빠지고 있는 것 같아 두렵지만, 분명히 부패의 냄새가 나."

•윌슨은 의아해한다: "우리의 취미가 벌써 썩고 있는 걸까?"

•버틀러는 설로 위드 (그의 성과 "잡초"라는 단어의 이중적 의미로 식물에서 머리가 자라는 모습으로 묘사됨)를 가리키며 대답한다: "아니, 이 빌어먹을 오래된 잡초 '설로'가 악취를 풍기고 있어."

•스티븐스는 말한다: "만약 우리가 그에게 또 다른 혐의를 적용할 수 있다면, 그는 아직 극복할 수 있을지도 몰라."

•빙엄은 말한다: "아아! 7이 그에게 치명적인 숫자로 판명되었군." (무죄 표를 던진 7명의 공화당 상원의원들을 지칭하며 가장 많은 비난을 받았다).

•존슨은 의인화된 모습의 양 (그의 성과 "양털"이라는 단어의 유사성 때문에 찰스 울리를 지칭함)과 함께 말한다: "신사 여러분, 소용없어요. 여러분의 늙은 말이 죽었고 더 이상 탈 수 없어요. 내 울리 친구가 그를 끝장냈습니다."

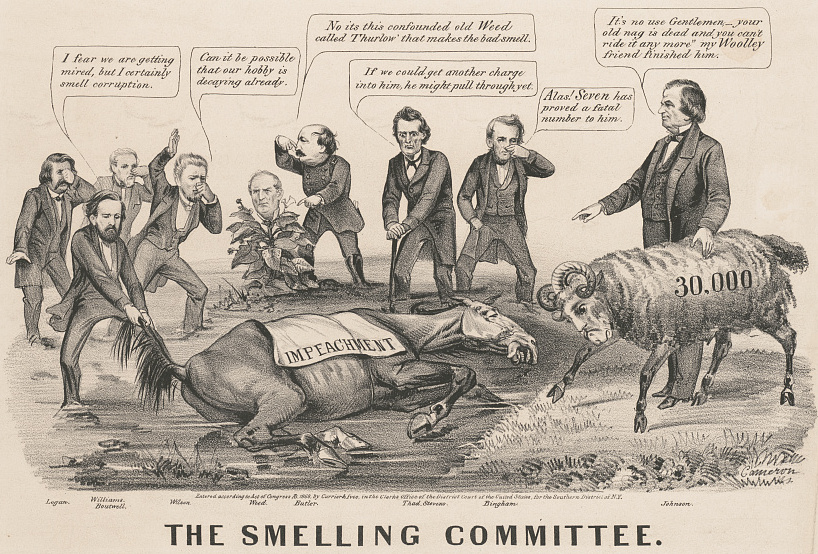
"냄새 나는 위원회"를 묘사한 존 카메론의 만평.

1868년 3월 26일, 재판이 휴회된 후, 하원은 91대 30으로 벤저민 버틀러가 제출한 결의안을 승인하여 하원 탄핵 책임자들이 이 조사를 계속하도록 승인했다. 버틀러는 조사를 계속 주도하며 공화당 상원의원들이 존슨의 무죄 판결을 위해 뇌물을 받았다는 광범위한 보고에 대해 청문회와 조사를 실시했다.
3월 26일, 상원 재판이 휴회된 직후, 탄핵 책임자들은 찰스 울리를 심문하기 위해 돌아왔다. 그는 질문에 협조하지 않았고, 재판과 관련이 없다고 주장하는 질문에는 답변을 거부했다. 여기에는 뉴욕 내국세 수입 부국장인 셰리단 툭으로부터 받은 1만 달러로 무엇을 했는지에 대한 질문도 포함되었다. 이후, 하원은 그날 60대 51로 그를 의회 모독으로 구금하고 하원 의사국장의 통제 하에 두기로 결정했다. 그는 처음에는 하원 외교위원회 청문회실에 수감되었으나, 구금 기간이 길어지면서 나중에는 비니 림이 조각 스튜디오로 사용하던 지하 방으로 옮겨져 예술가는 자신의 작품을 복도로 옮겨야 했다. 보수주의자들은 벤저민 버틀러가 림의 스튜디오를 의회 경찰 경비실로 바꾸는 데 성공한 결의안에서 림을 의도적으로 표적으로 삼았다고 비난했다. 울리의 체포는 큰 언론의 관심을 끌었다.
울리가 5월 27일 심문받을 때, 변호사 요청은 거부되었다. 버틀러는 그가 여전히 질문에 불충분하게 반응한다고 판단하고 다시 구치소로 보냈다. 울리의 알리바이 증인인 랜섬 반 발켄버그는 위원회에 자신과 울리가 다가오는 1868년 미국 대통령 선거에 1만 달러를 걸었고, 베팅자들이 셰리단 툭에게 판돈을 맡겼으며, 툭과 울리가 심하게 취해 있었기 때문에 반 발켄버그가 울리의 돈을 가져다가 메트로폴리탄 호텔 금고에 보관했다고 말했다. 버틀러가 작성한 최종 보고서는 이를 "어리석은 날조"라고 부르며 의심했다. 11일 후, 울리는 하원에게 버틀러의 질문에 답하겠다고 말했고, 버틀러는 다시 그를 심문했다. 반 발켄버그는 다시 위원회에 17,000달러의 현금과 함께 호텔 매니저를 동반하여 나타났고, 매니저는 이 돈이 실제로 호텔 금고에 있었다고 탄핵 책임자들에게 말했다. 이것이 울리의 돈인지 아닌지는 증명할 수 없었다. 울리가 조사 위원회에 출석하여 만족스러운 수준으로 질문에 답변한 후, 하원은 1868년 6월 11일 울리를 구금에서 해제하기로 투표했다.
탄핵 책임자들은 5월 16일 조사 승인 이후 총 6주 동안 증언을 받았다. 어떤 경우에는 버틀러가 개별적으로 증인을 심문했다. 이 6주 동안 버틀러는 탐정들을 고용하여 뇌물 수수 증거를 찾았다. 버틀러가 유죄 판결을 확보하지 못한 것에 대한 비난을 피하려는 욕망에 동기 부여를 받았을 것이라는 추측도 있었다. 그러나 버틀러가 36권의 유죄를 입증하는 전보를 숨겨서 나중에 이를 이용해 의회 동료들을 블랙메일할 수 있기를 바랐다는 소문이 돌았다. 또한 버틀러가 코넬리우스 웬델에게 정보 제공 대가로 10만 달러를 제안했지만, 이 제안에 대한 증거를 억압했다는 소문도 있었다. 버틀러는 이 모든 것을 일축했다.
재판 후 청문회와 조사에서는 일부 무죄 표가 후원직 약속과 현금 뇌물로 얻어졌다는 증거가 점점 늘어났다. 정치적 거래도 성사되었다. 제임스 W. 그라임스는 무죄 판결 후 대통령의 보복이 없을 것이라는 확신을 얻었다. 존슨은 재건법을 시행하고, 스탠턴의 후임으로 존 스코필드 장군을 임명하는 데 동의했다. 그럼에도 불구하고, 조사는 누구에게도 기소는 물론 유죄 판결로 이어지지 않았다. 조사는 또한 유죄 판결을 위한 표 매매에 대한 논의가 있었다는 증거를 밝혀내어 부메랑처럼 돌아왔다. 조사 중에 유죄 판결을 내린 캔자스주 포메로이 상원의원이 존슨의 우정장관에게 자신과 그의 코커스에 있는 3-4명의 다른 사람들의 무죄 표를 위해 4만 달러의 뇌물을 요구하는 편지를 썼다는 것이 밝혀졌다.
민주당원들은 조사에 대해 걱정하지 않았고, 버틀러가 뇌물 수수에 대한 확실한 증거를 찾지 못하자 이를 재미있게 여기기 시작했다. 탄핵 책임자들이 뇌물 수수의 암시를 보여주는 증언을 가지고 있었지만, 뇌물 수수에 대한 확실한 증거를 제공하지 못했다고 보고되었다.
울리가 직면했던 엄격함과는 달리, 탄핵 책임자들은 일부 증인들의 증언에 대해서는 더 느슨했다. 많은 증인들이 질문에 답하기를 거부하거나, 회피하거나, 증거에 모순되는 답변을 해도 아무런 제재를 받지 않았다. 일부 증인들은 선서 없이 비공식적인 심문을 받았다. 새뮤얼 워드는 위원회 앞에서 두 시간 동안 증언한 후 버틀러와 함께 엽궐련을 피웠다. 뇌물 수수 계획을 시작한 혐의로 심문을 받은 알론조 W. 아담스 장군이 자신이 언제 장군이 되었는지 기억할 수 없다고 선언하며 탄핵 책임자들이 "완전히 거짓되고 불성실한" 주장이라고 판단한 답변을 했음에도 불구하고, 버틀러는 그에 대해 어떠한 조치도 취하지 않았다. 버틀러는 아마도 조사에서 진실을 밝히는 데 선택적이었을 것이다. 그는 대통령과 민주당에 해를 끼치고 공화당에 도움이 될 진실만을 찾기를 바랐을 것이다. 심지어 자신이 밝히고 싶었던 문제에 대해서도 버틀러는 어떤 단서를 따를지 선택적이었던 것으로 보인다. 그는 자신이 따르기로 선택한 단서보다 잠재적으로 더 유망했을 수도 있는 일부 단서들을 무시했다.
버틀러는 조지프 S. 파울러 상원의원이 탄핵에 반대하는 투표를 위해 뇌물을 받았다고 의심했다. 7명의 하원의원들은 1868년 1월에 파울러가 존슨의 탄핵을 요구했다고 진술했다. 그는 또한 존 B. 헨더슨도 의심했다. 헨더슨은 탄핵 11조에 대해 유죄를 투표하겠다고 약속했으나 4일 후에 무죄를 투표했다. 그는 또한 에드먼드 로스도 의심했다.
페리 풀러가 로스 상원의원에게 뇌물을 주었다는 역사적 증거가 있다. 그러나 버틀러는 이 뇌물 수수 행위를 결코 증명하지 못했다. 풀러는 에드먼드 쿠퍼의 권한으로 새뮤얼 C. 포메로이 상원의원의 처남인 윌리스 게일로드에게 4만 달러를 제안했다고 인정했다. 1868년 5월 말, 조사 도중 그는 제임스 레게이트의 주택 담보 대출 미지급 비용을 지불했음을 인정했다. 레게이트는 풀러에게 뇌물 수수 계획에 대한 자신의 기록을 주었고, 풀러는 이를 불태운 것으로 보인다. 역사적 증거는 풀러가 "조사를 무마시키기" 위해 그렇게 했음을 인정했다는 것을 보여준다.

## 최종 보고서 발행
뇌물 수수 행위를 명확히 증명할 수 없게 되자, 버틀러는 탄핵 책임자들이 조사에서 발견한 증거와 증언에 대한 최종 보고서를 작성했다. 버틀러는 1868년 7월 3일에 조사의 최종 보고서를 서둘러 발행했다. 그는 이것이 다음 주 뉴욕에서 열린 1868년 민주당 전당대회에서 존슨의 민주당 대통령 후보 지명 가능성을 해칠 것이라고 기대했다. 무죄 표를 팔았다고 의심받는 상원의원들은 상원 회의실에서 이 보고서를 맹렬히 비난했다. 로스는 버틀러의 "잘 알려진 비굴한 본능과 비방 및 불결함에 대한 성향"이라고 불렀던 것을 공격했다.

## 여파
재판이 끝난 지 18개월 후, 언론인 헨리 V. 보이튼은 버틀러의 조사에서 미해결된 문제를 해결하려는 탐사 보도 기사를 발행했다. 그는 세 가지 다른 뇌물 수수 혐의를 확인했다. 보이튼은 버틀러의 탄핵 책임자 조사 처리에 불만을 가졌다. 그는 울리 추적이 다른 유죄 당사자들을 추적하는 데 해가 되었다고 믿었다. 그는 또한 버틀러가 조사에서 중요한 증언을 공개하지 않은 것에 분노했다. 코넬리우스 웬델은 보이튼의 보도 내용을 확인하는 인터뷰를 했고, 페리 풀러가 로스 상원의원의 투표에 영향을 미치기 위해 수천 달러를 제안했다고 비난했다. 풀러는 이를 부인했다.
조사 증언록 중 살아남은 것은 거의 없다.

## 같이 보기
- 미국에서의 탄핵 조사
- 탄핵 조사